# کومپس ایرلاینز
کومپس ایرلاینز (به انگلیسی: Compass Airlines) یک شرکت هواپیمایی با کد یاتا CP است که در تاریخ ۲۰۰۶ میلادی تأسیس شده‌است. دفتر مرکزی کومپس ایرلاینز در فرودگاه بین‌المللی مینیاپولیس−سنت پل واقع شده‌است و به ۵۰ مقصد، پرواز انجام می‌دهد.